# من امگا هستم
من امگا هستم (به انگلیسی: I Am Omega) یک فیلم آمریکایی محصول سال ۲۰۰۷ با موضوع رستاخیز به کارگردانی گریف فرست و بازی مارک داکاسیوس است. این فیلم، اقتباسی غیررسمی از رمان "من افسانه هستم" اثر ریچارد متیسون در سال ۱۹۵۴ است و عنوان اثر اشاره‌ای به فیلم اقتباسی امگا من محصول سال ۱۹۷۱ دارد.

## بازیگران
- مارک داکاسیوس
- جف مید[۲][۳]
- جنیفر لی ویگینز
- رایان لوید

## داستان
در یک داستان آخر زمانی لس آنجلس در گیر زامبی‌ها شده و زندگی یک مرد آلوده شده که یک روز زمان دارد تا با پیدا کردن فرکانس های رادیوئی بدنبال درمان ویروس باشد ...